# Santuario di Santa Maria del Monte (Caldarola)

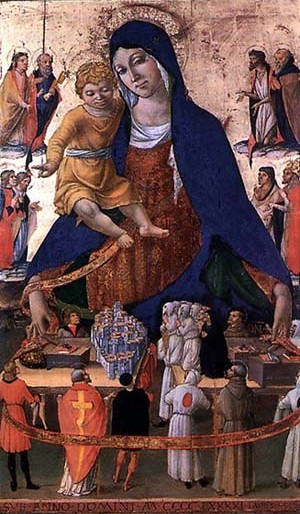
Tavola della Madonna del Monte. Lorenzo d'Alessandro.1491

Il santuario di Santa Maria del Monte si trova nella piazza Vittorio Emanuele II di Caldarola.
La fabbrica si presenta come un'architettura particolarmente elaborata, in virtù di un'accurata espressione linguistica, tutta la composizione esprime al meglio la cultura architettonica di fine settecento della quale è frutto. Come da 
manuale ci troviamo di fronte ad un'architettura quale arte d'inventare e di edificare con solidità, comodità e bellezza; (qualunque edificio che non riunisse in sé questi tre requisiti non poteva dirsi perfetto). 
Fu realizzata mediante l'uso di tecniche costruttive importanti quali volte a botte dotate di costoloni, pennacchi, cupola alla lombarda (ovvero dotata di tiburio), lanterna ed è internamente arricchita da innumerevoli stucchi, per conservare e consentire la venerazione della prodigiosa immagine della Madonna del Monte opera del pittore sanseverinate Lorenzo d'Alessandro dipinta nel 1491 su commissione del beato Francesco da Caldarola. 

## Storia
Un primitivo edificio religioso venne deliberato il 13 dicembre del 1447 allorché Gentile Barlesi a seguito di un voto fatto mise a disposizione un'area presso Porta Nova per l'erezione di una chiesetta la cui spesa di realizzazione fu sostenuta dalla Comunità. Inizialmente la chiesa fu detta “ecclesia Sancte Maria de castro novo” e ancora “ecclesiole Sancta Maria de Misericordia”. 
La Confraternita della Madonna del Monte a cui fu affidata la chiesa, secondo la tradizione fu fondata da Beato Francesco Piani da Caldarola nel 1448, anche se il primo documento che la menziona, conservato nell'Archivio Comunale di Caldarola, risale al primo aprile 1483. Tra le attività della pia istituzione, oltre a quelle solite di pietà e di preghiera, è da segnalare il prestito su pegno. Il Monte della Confraternita, sorto come altri allo scopo di combattere l'usura, risulterebbe fondato sempre dal Beato Francesco nel 1491, ma era esistente da almeno due anni come risulta da un testamento del 1489. 

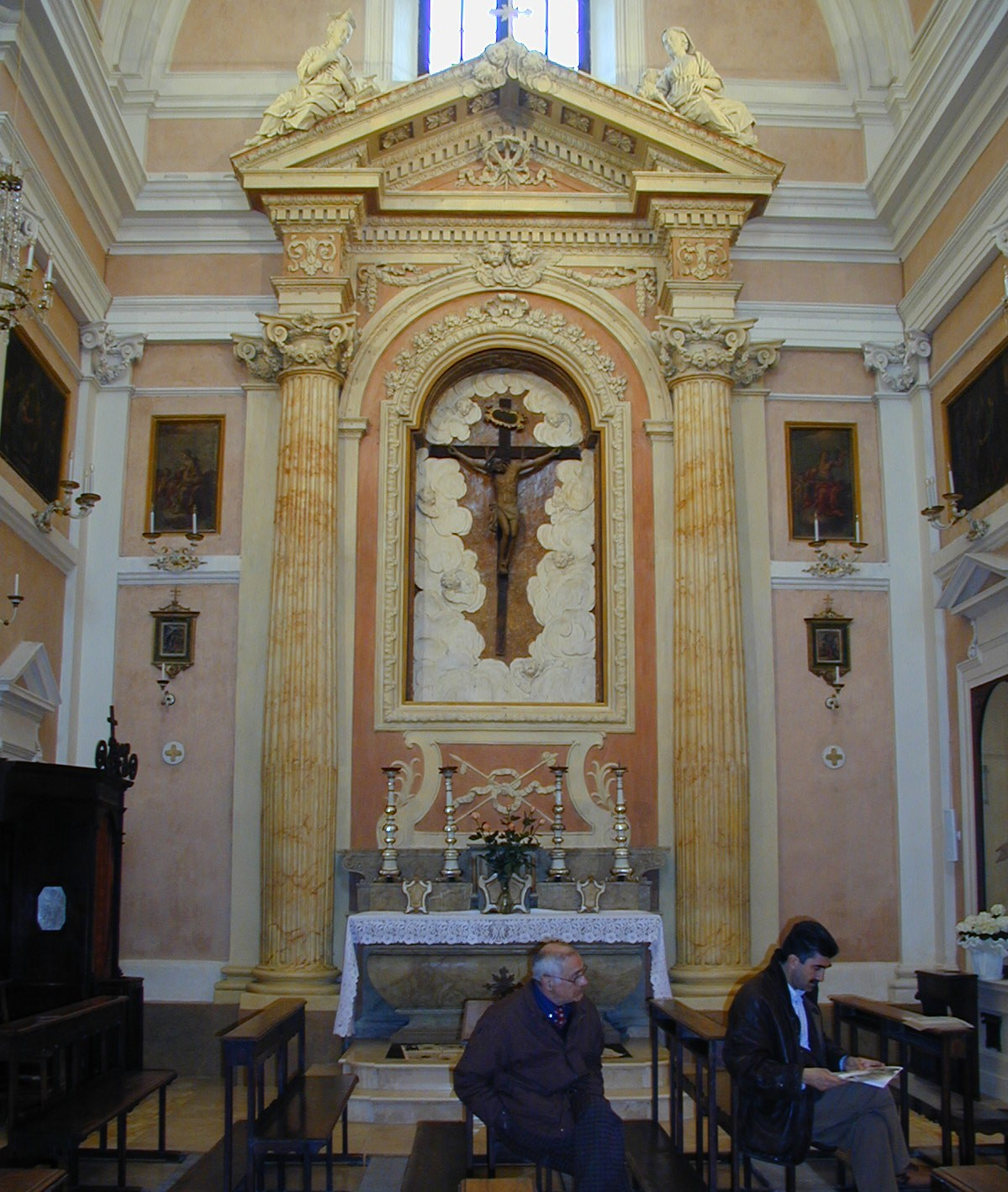
Altare laterale, "del SS. Crocifisso"

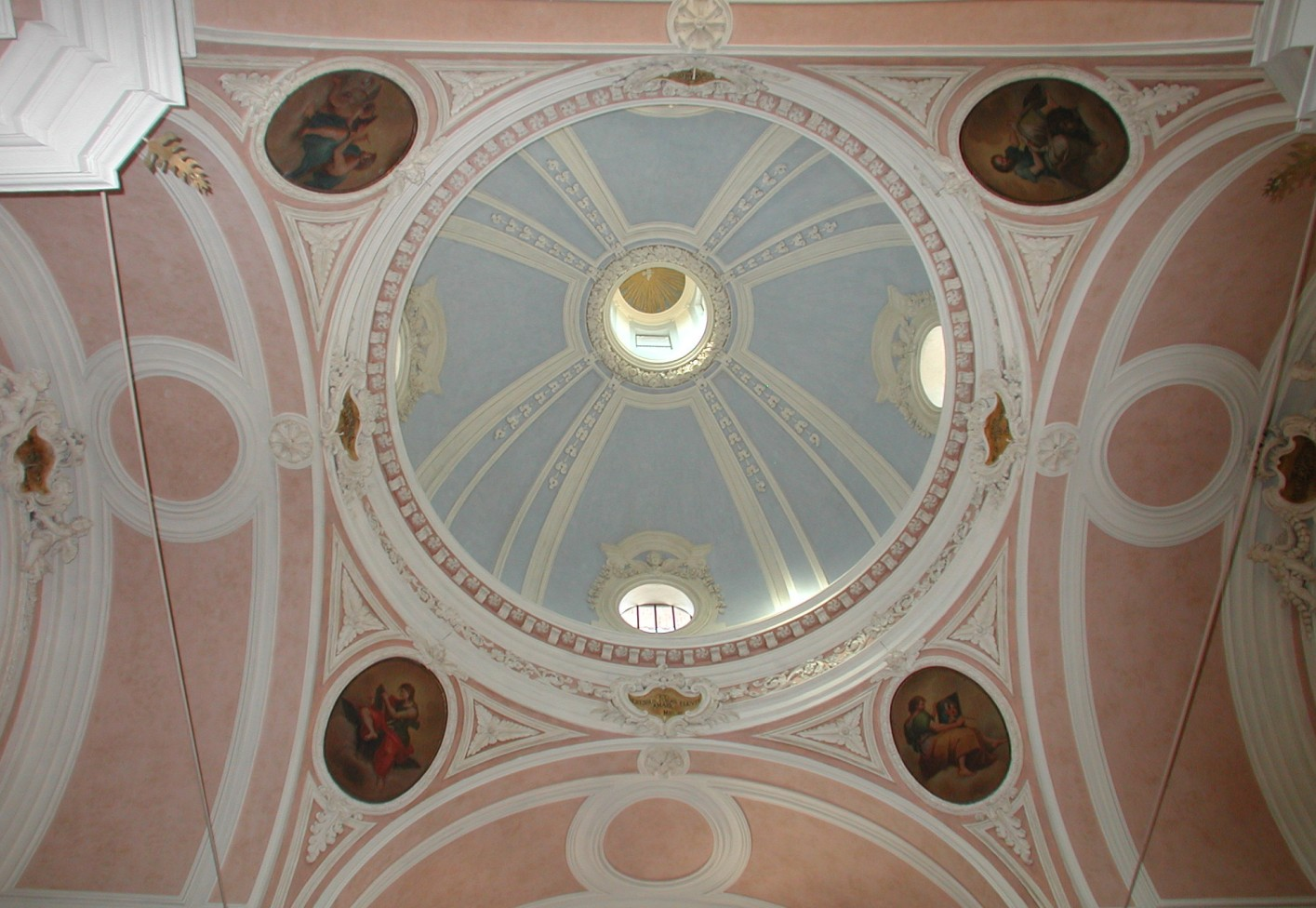
Cupola

Il Cardinale Evangelista Pallotta che sul finire del Cinquecento volle realizzati nella sua terra quelli che erano stati gli ideali e gli intendimenti di Felice Peretti, il frate marchigiano divenuto pontefice con il nome di 

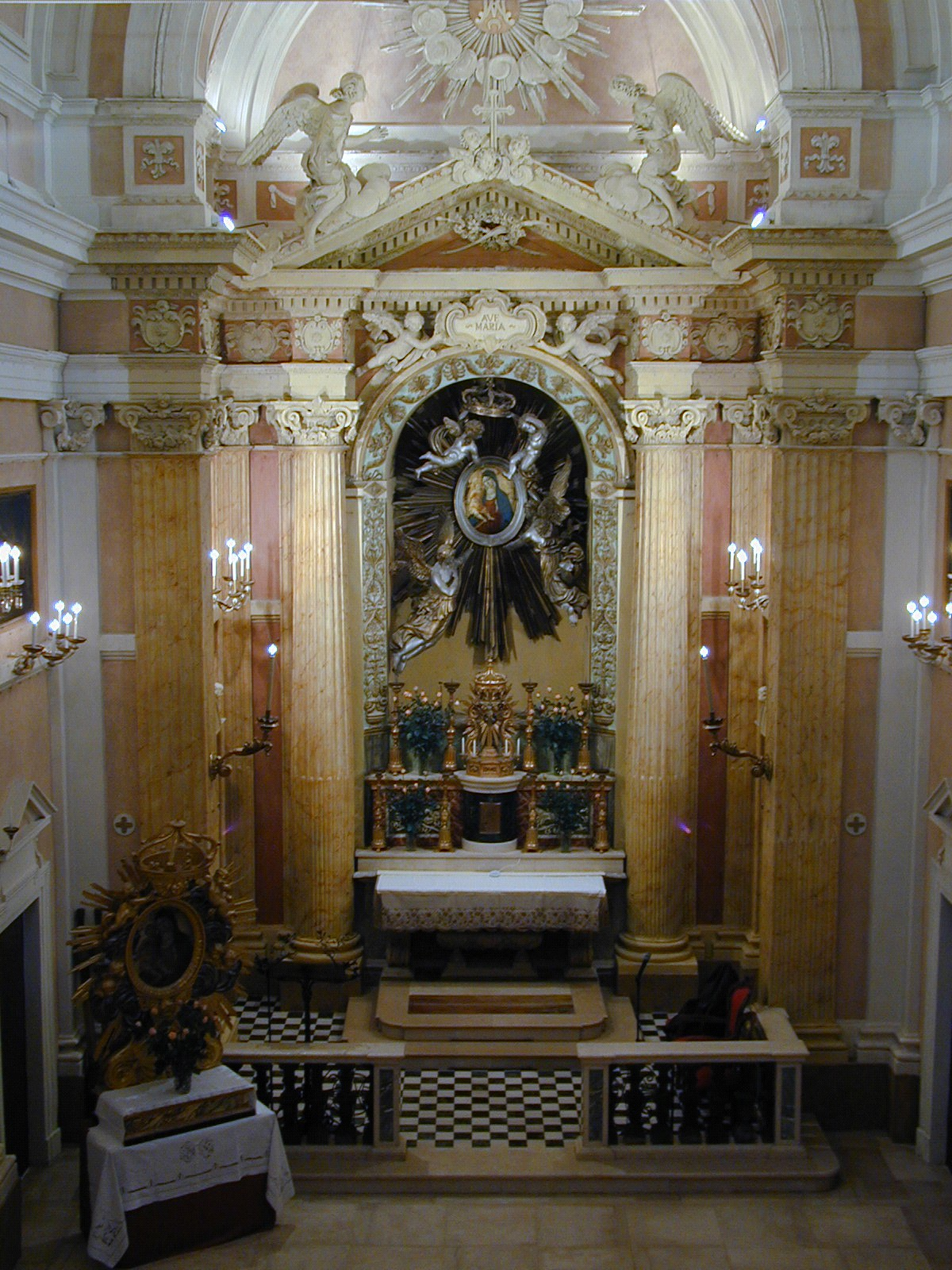
Altare maggiore

Sisto V. Pur essendo stato l'artefice della grande piazza sulla quale la nostra fabbrica si affaccia, per quanto riguarda questo sito i propositi del Cardinale non ebbero seguito. Infatti pur avendo sostituito le vecchie chiese di San Martino e di San Gregorio con le attuali e avendo interamente operato la trasformazione urbana di tutta la Caldarola medievale la proposta fatta alla Comunità nel novembre del 1615 affinché la stessa procedesse all'acquisto della chiesa, delle proprietà della Compagnia del Monte, ovvero dell'ospedale e della casa di Gian Piero Barlesi per fare realizzare al suo posto una “hosteria comoda che vi potessero abitare comodamente i forestieri” non ebbe seguito. Probabilmente già in precedenza aveva dato il suggerimento di modificare la porta della chiesa arricchendola di cornice in pietra e di far nuove aperture ovali sulla strada, ma anche questi progetti non furono realizzati. 
Il 28 marzo 1768 il Consiglio della Confraternita approvò la proposta di far ingrandire la chiesa o meglio decise di comperare quattro case vicine allo scopo di poter procedere in tal senso. Il 4 agosto 1768 tale proposito venne confermato e il 13 aprile 1769 per poter procedere alle demolizioni fu concesso il beneficio di possedere un banco nella nuova chiesa a dei venditori che creavano delle difficoltà, inoltre 
fu deliberato di far spostare il Crocifisso e l'Immagine della Madonna a S. Martino, in tale verbale si dice il disegno essere già pronto. Il 24 giugno 1769 si tenne l'ultima adunanza nel solito posto, ovvero nella vecchia chiesa mentre dal 15 luglio 1770 le riunioni si tennero nella sacrestia di San Martino. 
Il santuario della Madonna del Monte fu quindi costruito tra il 1770 e il 1780 su disegni attribuiti all'architetto Pietro Augustoni. 
L'area su cui sorge fu ricavata dalla demolizione della chiesiola originaria e di altre quattro case. 
Il 13 maggio 1770 alla presenza del Mons. Luigi Amici Vescovo di Camerino fu posta la prima pietra. In tale occasione il Conte 
Paris Pallotta, Rettore della Compagnia della Madonna del Monte depose una cassettina con alcune monete dell'anno in corso (era Papa Clemente XIV già appartenuto all'Ordine dei Minori Conventuali di San Francesco), alcune reliquie e un cannello di latta contenente una memoria e i nomi degli Officiali che presiedevano l'Amministrazione della Compagnia. 
“Finalmente ridotta a perfezione la fabbrica” ed essendo presa la risoluzione di riportarvi l'immagine di nostra Signora e la statua del SS. Crocifisso nella seconda festa di Pasqua subito terminata la solita processione, fu benedetta nel giorno avanti, il giorno di Pasqua 26 marzo 1780 durante la celebrazione della prima messa cantata dall'Arciprete Gaetano Picca. 
Il 16 maggio 1780 nella prima congregazione fatta nel nuovo oratorio della nuova chiesa fu affrontato il problema di procedere al completamento del campanile, dei magazzini adiacenti e di dotare la chiesa stessa di campane. Successivamente fu deciso di procedere prima al completamento delle stanze sopra le sacrestie (prima di dar corso ai lavori del campanile) e di dotare la chiesa di alcuni arredi (un nuovo Crocifisso e una mazza d'argento per le processioni). Il 27 agosto 1782 morì il Conte Paris Pallotta e al suo posto fu eletto rettore il figlio Conte Evangelista Pallotta.
Il 15 giugno 1822 si spendono somme consistenti per la riparazione della torre e per ricostruire la cella campanaria danneggiata dal forte sisma del 1799, mettendo due catene con la giunta e quattro capochiave. 
Tra il 1844 e il 1846 notevoli spese per lavori al tetto, alla gradinata, agli infissi e per interventi di restauro degli stucchi e per la “prima imbiancatura della Chiesa, marmorizzazione, costruzione di raggiera, altare e quattro angeli”. Questa frase trascritta integralmente fa pensare alla possibilità che le coloriture riscontrate siano da ascrivere a questa epoca. 
In archivio esiste un foglio datato 1893 con un preventivo di spesa per la ridipintura della chiesa, per la posa in opera di tiranti, il restauro degli stucchi comprese le impalcature e per il rifacimento delle finestre della cupola. 
La crisi sismica degli anni 1936-37 ebbe Caldarola come epicentro e in archivio esistono molte copie di lettere dirette a varie istituzioni pubbliche allo scopo di ottenere fondi per la riparazione dei danni causati dal terremoto nelle Chiese di Madonna del Monte e di San Gregorio. È conservato inoltre un 
computo metrico datato 6.11.1939 con riprese d'intonaco, ponteggi per pittori, raschiamento pilastri e lavatura, ferro per chiavi, venticinque scalini esterni e la demolizione dei preesistenti, rinforzo degli angeli con ferro e chiusura delle lesioni della facciata. 
.Dopo il sisma del 1936, l'intervento di riparazione si risolse con la posa in opera di alcune catene, la ripresa degli intonaci, la fermatura degli stucchi e l'imbiancatura delle pareti fatta con colori assolutamente diversi da quelli preesistenti, sia per tipo che per disposizione.
Gli eventi sismici iniziati nel settembre del 1997 resero inagibile il santuario. Il restauro dopo tale evento è stato eseguito su progetto redatto dall'arch. Loredana Camacci Menichelli e dall'ing. Riccardo Donati entrambi di Caldarola. 
Le opere fatte alla fine degli anni Trenta avevano mascherato l'effettivo stato di danneggiamento che in corso d'opera si è rilevato in tutta la sua gravità. Dal punto di vista strutturale, considerevoli sono state le riprese murarie necessarie, anche su organismi delicati come la cupola; particolarmente 
elaborato è stato il cerchiaggio della stessa cupola mediante l'applicazione, all'estradosso, di fogli di fibre unidirezionali al carbonio. Inoltre è stato necessario correggere la posizione di alcuni tiranti esistenti poiché in seguito al sisma avevano dimostrato la loro scarsa efficacia dovuta all'errata disposizione. 
Per quanto riguarda le tinteggiature, quelle degli anni Trenta non sono state mantenute a causa della loro inconsistenza. 
Procedendo a stretto contatto con le competenti Soprintendenze, dopo una estesa mappatura si è giunti alla decisione di procedere ad una completa pulitura delle superfici interne, al consolidamento degli stucchi e al restauro pittorico 
delle tempere e degli stucchi secondo le coloriture originarie. 
La definizione data, nel giorno della riapertura, dall'Onorevole Vittorio Sgarbi del restauro “leggero e delicato” ha chiuso con un piacevole accento tutta la sequenza delle operazioni.